# Fusō-klass
Fusō-klass var en klass japanska slagskepp, bestående av fartygen Fusō och Yamashiro.
Efter att man i Storbritannien beställt slagkryssaren Kongō hade den japanska marinledningen bestämt sig för att med henne utveckla ett slagskepp med henne som utgångspunkt. De brittiska ritningarna över Kongō arbetades om från grunden, effekten minskades och farten sänktes till 22,5 knop, och genom att minska maskinens utrymme kunde man placera ytterligare två torn i det tunga artilleriet och betydligt förstärka pansarskyddet. Skroven gjordes högre och bredare för att kompensera för den högre vikten. Utvecklingen kom att ske inom projekt A-64 som inom ramen av 1911 års budget anslog med till byggnationen av Fusō och i ramen för 1913 års flottprogram medel för Yamashiro. De kom att bli de första slagskeppen som byggdes i Japan utan tekniskt bistånd från något annat land.

## Fusō
Fusō kölsträcktes 11 mars 1912 vid örlogsvarvet i Kure, sjösattes 28 mars 1914 och levererades till flottan i november 1915. Under första världskriget tillhörde hon I. flottans första eskader. Kort efter första världskriget tog man bort 76 mm kanonerna i sekundärartilleriet och installerade 4 x 1 76 mm luftvärnskanoner. 1923-1924 genomgick hon en ombyggnad där dimensionen på den förliga överbyggnaden ökades och i toppen på överbyggnaden placerades en 8 meters avståndsmätare. Samtliga torn i huvudartilleriet försågs även med 6 meters avståndsmätare. Den förliga skorstenen försågs med en hög skorstenskapp som ledde bort gaserna från överbyggnaden. Antalet 76 mm. pjäser ökades till 6. Under 1920-talet gjorde fartyget en betydande del av sin tjänstgöring i kinesiska farvatten. 1925 och 1933-1934 tjänstgjorde kejsar Hirohitos bror fänriken pris Takamatsu ombord på Fusō Från april 1930 till maj 1933 genomgick Fusō en andra mer omfattande ombyggnad. Arbetena skedde i två steg, först i Yokosuka och från september 1932 i Kure. Det gamla propellermaskineriet om 4 turbinaggregat, 24 ångpannor och en effekt om 40.000 hästkrafter byttes om ett mycket kraftigare med 4 växlade turbiner, 6 Kamponpannor och en effekt om 75.000 hästkrafter. Trots det blev maskineriet nästan 2.000 ton lättare och tog mindre plats, och gav möjlighet att slopa den förliga skorstenen. Den inbesparade vikten gick till en förstärkning av däckspansaret till 97 mm. och ytterligare skydd för maskineriet. Man installerade även ett nytt antitorpedskott och bulger längs vattensidorna. På grund av bulgerna demonterades även samtliga torpedtuber. Elevationen i det tunga artilleriet ökades, antalet 152 mm. pjäser minskades och 76 mm. luftvärnspjäserna byttes mot dubbla 127 mm kanoner och ett antal 13,2 mm. kulsprutor. På taket till torn 3 monterades en flygplanskatapult. Under ett andra steg i ombyggnaden från september 1934 till mars 1935 förlängdes skrovet i akterpartiet med 7,6 meter. I februari 1937-mars 1938 flyttade man flygplanskatapulten från taket på torn 3 till akterdäcket, och 13,2 mm. kulsprutorna byttes ut mot 8 x 2 25 mm. automatkanoner. Den förliga överbyggnadens avståndsmätare byttes ut mot en 10 meters.
Från september 1941 ingick hon i 2. slagskeppsdivisionen inom I. flottan. Fusō deltog från krigsutbrottet i den Förenade flottans verksamhet, men sattes inte in i stridsuppdrag utan gjord främst korta övningsexpeditioner och höll beredskap på redden vid Hashirajima. 18 april 1942 gick Fusō till sjöss med 2. slagskeppsdivisionen för att genskjuta den styrka som under Doolittleräden genomfört ett flyganfall mot Japan. Enda resultatet blev att man visiterade och kvarhöll det sovjetiska fartyget Angarstroj som var lastat med socker. 5 maj eskorterade hon slagskeppet Hyuga till Kure, efter att hon skadats av explosion i ett torn. 29 maj - 14 juni ingick hon i skyddsstyrkan under operationen vid Aleuterna. 15 november överlämnades Fusō till marinakademin i Etajima att användas som skolfartyg. 15 januari 1943 återfördes hon till flottans operativa organisation. 8 juni tog hon ombord 353 man ur besättningen från slagskeppet Mutsu som sjönk efter en inre explosion på redden inne i Hashirajima. 18-24 juli undergick hon reparation med dockning i Kure. Vid denna tid installerades radar ombord. 16-23 augusti transporterade hon infanteriförband och materiel till Chuuk. 17-23 oktober deltog hon i ett misslyckat försök att genskjuta en amerikansk flottstyrka som enligt uppgift planerade ett anfall på Wake. Fram till början av 1944 låg hon därefter placerad vid Chuuk och deltog 1 februari 1944 i evakueringen av basen. I februari-april 1944 var Fusō baserad i Lingga och Singapore och ingick i 1. Reservflottan. Hon genomgick i slutet av april en kort reparation i docka i Singapore. I maj gick hon till Tawa Tawa och senare till Davao på Filippinerna. Honeskorterade konvojer till Biak. I början av juni skulle Fusō delta i skyddet av amerikanernas ökade aktivitet på Marianerna återvände hon tillsammans med 5. kryssardivisionen till Filippinerna, där hon lämnade en stor del av sin brännolja till tankfartyg ur Reservflottan. Hon deltog inte i slaget om Marianerna och Palau. 1 juli gick hon till Tarakan för att bunkra brännolja och 8 juli lämnade hon Tarkan och gick till Kure, där hon undergick reparation fram till mitten av augusti. Under denna tid förstärktes luftvärnsbestyckningen på fartyget. 10 september 1944 överfördes Fusō tillsammans med 2. slagskeppsdivisionen till 2. flottan. 23 september-4 oktober gick förbandet till Lingga. 22 oktober lämnade hon Brunei och anslöt sig till Södra styrkan tillsammans med Yamashiro, tunga kryssaren Mogami och fyra jagare. 24 oktober befann sig fartygen i Sulusjön anfölls de av en grupp störtbombare av typ Curtiss SB2C Helldiver från hangarfartygen USS Enterprise och USS Franklin. Fusō träffades av en 454 kilos bomb i området vid katapulten. Bomben slog igenom två däck och en tank med flygbränsle fattade eld. Klockan 03.09 25 oktober träffades hon i Surigaosundet av 1-2 torpeder från den amerikanska jagaren Melvin i styrbords sida vid skorstenen. En brand uppstod som man inte lyckades få kontroll över, och 03.45 exploderade ammunitionsdurkarna till torn 4. Skrovet bröts i två delar. Fartygets förskepp blev drivande i sundet och 05.30 mål för den amerikanska tunga kryssaren Louisville och sjönk 05.40. Akterpartiet, där huvuddelen av besättningen befanns sig drev fram till 06.40 och sjönk därefter i sydostlig riktning från förskeppet. Ingen försökte rädda besättningen och det finns inga exakta uppgifter om hur många som överlevde. Fartyget ströks ur rullorna 31 augusti 1945.

## Yamashiro
Yamashiro kölsträcktes vid örlogsvarvet i Yokosuka 20 november 1913, sjösattes 30 november 1915 och levererades till flottan i mars 1917. Hon tillfördes I. flottans I. eskader. Kort efter första världskriget tog man bort 76 mm. pjäserna i sekundärartilleriet och installerade 4 x 1 mm. luftvärnskanoner. Hon genomgick 1923-1924 samma ombyggnad som systerfartyget.  Hon tjänstgjorde till en betydande del under 1920-talet i kinesiska vatten. från december 1930 till mars 1935 genomgick Yamashiro en ombyggnad liknande den Fusō genomgick vid ungefär samma tid. Den stora skillnaden blev att på grund av den stora överbyggnaden i fören tvingades man vända torn 3 akterut, medan det på Fusō var riktat förut. Flygplanskatapulten placerades även på akterdäcket i stället för på fördäcket. Från juni 1937 till mars 1938 byttes 13,2 mm. kulsprutorna ut om 8 x 2 25 mm automatkanoner. Yamashiro deltog från och med krigsutbrottet i Förenade flottans verksamhet men sattes inte in för stridsuppdrag. 18 april 1942 gick hon till sjös för att genskjuta den amerikanska styrkan som deltagit i Doolittleräden. 19-23 maj deltog hon i övningar med 3. flottan. 29 maj- 14 juni ingick hon i 2. slagskeppsdivisionen som utgjorde skydd under operationen vid Aleuterna. Från 19 augusti till 4 september 1942 undergick hon reparation i Kure, och återvände därefter till redden vid Hashirajima. Fram till oktober 1943 låg hon i olika baser i Japan och användes i stridsutbildningen av kadetter vid en artilleriskola. I juli 1943 försågs Yamashiro i Yokosuka med radar. 13-20 oktober transporterade Yamashiro infanteriförband till Chuuk och stod för skyddet av basen i flottans frånvaro. 31 oktober lämnade hon Chuuk och på morgonen 5 november när hon närmade sig Japan anfölls hon av den amerikanska ubåten Halibut och träffades av en torped som dock inte exploderade. 9 november kolliderade hon med ubåten Ro 113 och fick obetydliga skador. 25 februari 1944 tillfördes hon marindistriktet Yokosuka som skolfartyg. 12 maj-24 maj och 20 juli-10 augusti reparerades hon i docka i Yokosuka, och samtidigt förstärktes luftvärnet på henne, samtidigt som hon försågs med ytterligare en radarstation. 10 september återfördes Yamashiro till flottan och 23 september-4 oktober 1944 gick hon tillsammans med Fusō till Lingga, där hon blev flaggskepp för 2. slagskeppsdivisionen. 22 oktober lämnade hon Brunei ingående i Södra styrkan. 25 oktober när hon befann sig i Sirigaosundet träffades hon 03.21 av en torped från den amerikanska jagaren Monssen i akterskeppet på babords sida. Branden som uppstod tvingade besättningen att vattenfylla ammunitionsdurkarna och de tunga tornen 5. och 6. Klocka 03.31 träffades hon av ytterligare en torped från jagaren Killen midskepps på babords sida. 3.51 öppnade först kryssare och därefter 03.55 slagskeppen i den amerikanska 7. flottan eld mot Yamashiro. Klockan 4.03 attackerades hon med torpeder av 56. jagarflottiljen, men jagarna kom under eld från de egna kryssarna, som måste avbryta sin eldgivning. Yamashiro utnyttjade situationen, ökade farten och girade sydvart. Klockan 4.11 träffades hon dock av två torpeder från jagaren Newcomb på styrbords sida. Efter åtta minuter kränkte hon över mot styrbord och sjönk sedan med aktern först i Surigaosundet. Den amerikanska jagaren Claxton lyckades endast rädda tre man ur besättningen.. 31 augusti 1945 strök hon ur flottans rullor.